# Brachylepis humilis
Brachylepis humilis är en amarantväxtart som beskrevs av Christian Friedrich Lessing. Brachylepis humilis ingår i släktet Brachylepis och familjen amarantväxter. Inga underarter finns listade i Catalogue of Life.